# 巨太龍屬
巨太龍屬（學名：Gigantosaurus）意為「巨型蜥蜴」，是種研究不多的蜥腳下目恐龍，化石發現於英格蘭。模式種是巨爪巨太龍（G. megalonyx），是由哈利·絲利（Harry Seeley）在1869年所命名。
模式標本（編號BMNH 32498-99）是數個個別的蜥腳類化石，其中包含兩個大型指爪、一節頸椎、兩節尾椎、脛骨末端、腓骨、一塊鱗甲（皮內成骨），發現於劍橋郡。巨太龍的種名意為「大型的爪」。理查德·莱德克（Richard Lydekker）、弗雷德里克·馮·休尼博士（Friedrich von Huene）曾先後將巨太龍歸類為鳥面龍、畸形龍的異名。目前狀態為疑名。
巨太龍的學名有者複雜的分類歷史，自從1908年開始，埃伯哈德·弗拉士（Eberhard Fraas）錯誤使用學名開始
，就常與非洲的重龍、拖尼龍、詹尼斯龍重複命名。此外，其學名與南方巨獸龍（Giganotosaurus）極度類似，也易產生混淆。

## 外部連結
- http://dml.cmnh.org/1995Aug/msg00582.html （页面存档备份，存于）
- https://web.archive.org/web/20080627011339/http://www.dinoruss.com/de_4/5a8acf5.htm
- https://web.archive.org/web/20071025002728/http://www.users.qwest.net/~jstweet1/sauropoda.htm